# Bad Sachsa
Bad Sachsa is een gemeente in de Duitse deelstaat Nedersaksen. De gemeente maakt deel uit van het Landkreis Göttingen. Tot 1 november 2016 maakte Bad Sachsa deel uit van het Landkreis Osterode am Harz dat per die datum werd gevoegd bij Göttingen. Bad Sachsa ligt in het zuiden van de Harz.
De gemeente telde 7.428 inwoners op 31 december 2023.
De gemeente omvat naast de stad de dorpen Steina, Neuhof en Tettenborn.
- Gemeinsame Normdatei: 4051169-8
- Library of Congress Control Number: n2007044896
- MusicBrainz: 488cf8db-3da5-472a-87d4-d50a63217aa3
- Virtual International Authority File: 147970221
- WorldCat: E39PBJxrTTWTDbXFmR8gvgWv73

Adelebsen · 
Bad Grund · 
Bad Lauterberg im Harz · 
Bad Sachsa · 
Bilshausen · 
Bodensee · 
Bovenden · 
Bühren · 
Dransfeld · 
Duderstadt · 
Ebergötzen · 
Elbingerode · 
Friedland · 
Gieboldehausen · 
Gleichen · 
Göttingen · 
Hann. Münden · 
Harz (gemeentevrij gebied, Landkreis Göttingen) ·
Hattorf am Harz · 
Herzberg am Harz · 
Hörden am Harz · 
Jühnde · 
Krebeck · 
Landolfshausen · 
Niemetal · 
Obernfeld · 
Osterode am Harz · 
Rhumspringe · 
Rollshausen · 
Rosdorf · 
Rüdershausen · 
Scheden · 
Seeburg · 
Seulingen · 
Staufenberg · 
Waake · 
Walkenried · 
Wollbrandshausen · 
Wollershausen · 
Wulften am Harz